# Mestre del Poble de l'URSS
Mestre del Poble de l'URSS (en rus: Народный учитель СССР; transliterat: Narodni Utxitel SSSR) és una condecoració soviètica concedida des del 30 de desembre de 1977. Després de la dissolució de la Unió Soviètica va ser modificada a Mestre Nacional de la Federació de Rússia.
La insígnia penja a la dreta del pit, i s'instal·la per damunt de la resta de títols i ordes, al costat de la insígnia d'Heroi de la Unió Soviètica.
Era concedida als professors de l'escola superior soviètica i d'escoles de formació professional i als empleats de les institucions educatives pels seus èxits destacats en l'educació i, especialment, en l'educació comunista dels infants i joves. La concessió d'aquest títol es feia sobre la proposta del Ministeri d'Educació de l'URSS i del Comitè Estatal per a l'Educació de l'URSS.
Juntament a la insígnia es concedia un diploma del Presídium del Soviet Suprem de l'URSS.
Només l'Oficina del Soviet Suprem de l'URSS podia privar o retirar aquest títol. Amb la privació del títol, hom no podia optar a la Presidència del Tribunal Suprem de l'URSS, del Ministeri d'Educació o del Comitè Estatal d'Ensenyament Tècnic i Professional.

## Disseny
De forma rodona, amb un diàmetre de 30mm. A la part central de l'anvers apareix un llibre obert i una torxa, i al voltant, hi apareix la inscripció "Народный учитель СССР" ("Mestre Nacional de l'URSS"), amb la falç i el martell i dues branques de llorer a la part superior.
Al revers apareix la inscripció "Народный учитель СССР — гордость советского общества" ("Mestre Nacional de l'URSS – L'Orgull de la societat soviètica").
Tots els caràcters i les imatges són convexos.
Penja d'un galó rectangular de seda vermell, de 18 mm per 21mm. Queda subjectada mitjançant una agulla.